# Blechnum doodianum
Blechnum doodianum är en kambräkenväxtart som beskrevs av Maarten J.M. Christenhusz. Blechnum doodianum ingår i släktet Blechnum och familjen Blechnaceae. Inga underarter finns listade.